# Najas filifolia
Najas filifolia là một loài thực vật có hoa trong họ Hydrocharitaceae. Loài này được R.R.Haynes mô tả khoa học đầu tiên năm 1985.